# St. Ulrich (Dietershofen)

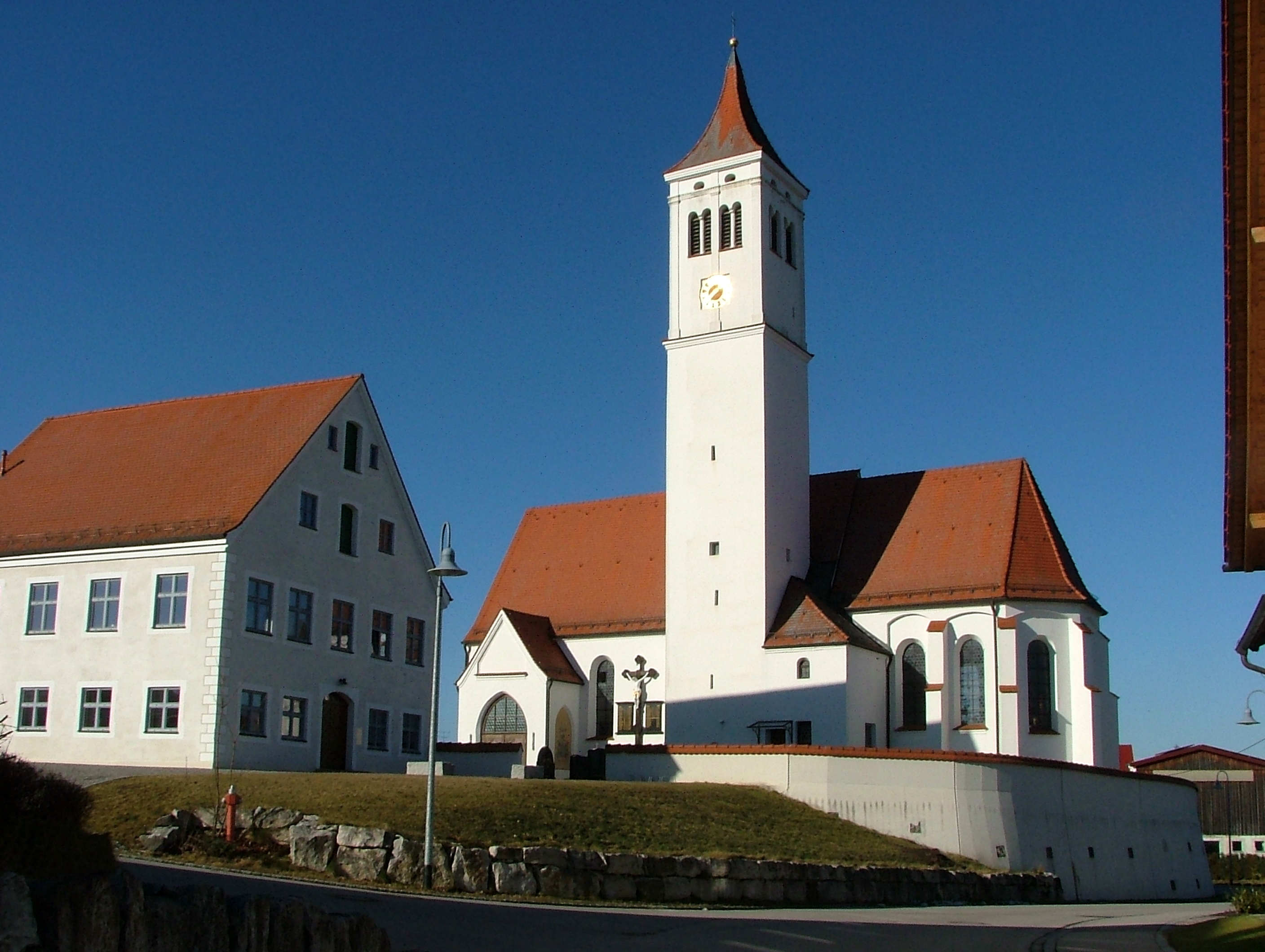
St. Ulrich in Dietershofen

Die katholische Pfarrkirche St. Ulrich befindet sich in Dietershofen bei Babenhausen, einem Ortsteil von Oberschönegg im Landkreis Unterallgäu in Bayern. Die Kirche steht unter Denkmalschutz.

## Geschichte
Das Dorf Dietershofen wird bereits um 1180 in einer Güterbeschreibung von Ottobeuren als Klosterbesitz des dort ansässigen Klosters genannt. Die Kirche trug zu Beginn das auf Ottobeuren zurückgehende Patrozinium St. Alexander, welches später zu St. Maria und schließlich zu St. Ulrich geändert wurde. Der im 13. Jahrhundert zur Herrschaft Schönegg gehörende Ort, kam 1355 zusammen mit dem Patronat an den Bischof von Augsburg. Leutepriester werden im Jahr 1273 genannt, Vikare seit 1513. Ab 1571 bestand in Dietershofen eine eigene Pfarrei. Der Kern der Kirche ist spätgotisch und stammt aus der zweiten Hälfte des 15. Jahrhunderts. Ein neuer Bruderschaftsaltar wurde 1661 erworben, ein neuer Hochaltar, sowie Seitenaltäre 1677. Ein Visitationsbericht aus dem Jahr 1679 nennt die Kirche „valde pulchra et novis aris decorata“. Die Orgel wurde 1709 erneuert. Umfangreiche Renovierungs- und Umbauarbeiten an der Kirche fanden in den Jahren 1731/1732 unter Pfarrer Adam Niggl (1729–1751) statt. In dieser Zeit fanden eine Neudekoration und Gipsarbeiten durch Michael Stiller aus Ettringen und Malerarbeiten durch Martin Christner aus Obergünzburg statt. Das Langhaus wurde in westlicher Richtung verlängert und ein neuer Hochaltar, wie auch ein neuer jedoch nicht mehr erhaltener Seitenaltar angeschafft. Zusätzlich wurden noch die Kanzel sowie das Chor- und Laiengestühl in dieser Zeit angeschafft. Die allgemeine Literatur wie auch eine Jahreszahl am Chorbogen nennt 1737 als Jahr des Umbaus. Dies dürfte jedoch eher den Abschluss der umfangreichen Arbeiten wiedergeben. 1749 wurde der Kirchturm um 8 Schuh abgetragen und mit einem neuen höheren Oberteil durch Maurermeister Ulrich Fendt aus Pfaffenhausen wieder aufgebaut. Erneute Umbauarbeiten fanden 1760 statt. Um dieses Jahr wurden neue Seitenaltäre angeschafft. Zehn Jahre später wurde nach Genehmigung durch den Zimmermeister Jakob Wöhr aus Engishausen der Dachstuhl neu errichtet. Menrad Ellenrieder begann 1796 eine neue Orgel einzubauen. Diese Tätigkeit konnte er aus gesundheitlichen Gründen jedoch nicht vollenden, woraufhin die Orgel durch Dreher aus Illereichen 1797/1798 ausgeführt wurde. Diese Orgel ist nicht mehr erhalten. 1812 wurde der Dachstuhl abermals neu errichtet. Diese Arbeit wurde durch den Zimmermeister Franz Körper aus Oberschönegg ausgeführt. In diese Zeit fällt vermutlich auch die neue Langhausdecke. Das Fresko im Chor wurde 1851 entfernt. Neue Deckenfresken wurden während der Restaurierung 1887–1890 geschaffen. Eine erneute Restaurierung fand neben anderen 1937 statt.

## Beschreibung
Die Kirche besteht aus einem Saal mit Flachdecke an dessen Westseite sich eine Empore aus dem 19. Jahrhundert befindet. An den Saal schließt sich der eingezogene Chor mit dreiseitigem Schluss an. Im Chor befindet sich eine Stichkappentonne über Wandgliederung durch gestaffelte Lisenen. Der Kirchturm befindet sich an der südöstlichen Seite des Langhauses. Abgeschlossen ist der Kirchturm mit einem Spitzhelm.

## Ausstattung
Der Hochaltar von 1732 wurde später teilweise neubarock verändert. Das Gemälde um 1730 des Hochaltares zeigt die Muttergottes als Rosenkranzkönigin verehrt von den vier Erdteilen. Seitlich des Hochaltares befinden sich Figuren der Heiligen Ulrich und Alexander. Diese befinden sich vor gestaffelten Gruppen von Pfeilern und Säulen. Die beiden Seitenaltäre wurden um 1760 geschaffen und im 19. Jahrhundert umgestaltet. Die hochovalen Auszugsbilder von 1768/69 zeigen links Maria mit ihren Eltern und recht den heiligen Johannes von Nepomuk.
Die Fresken der Kirche von 1888 stammen von Joseph Stehle. Im Chor zeigen die Fresken das Emmausmahl und die Evangelisten. Im Langhaus ist, neben der Darstellung von Kirchenvätern, der Hl. Ulrich im Gebet während der Schlacht auf dem Lechfeld zu sehen. Die Kanzel stammt von 1737. In der Westwand befindet sich durch eine verschließbaren Brüstungstür in einer Nische ein Sitz von 1730 für den Scharfrichter der Herrschaft Schönegg.
Das Gemälde der Apostelfürsten von 1665 wurde von Johann Kaspar Zimmermann geschaffen. Ein Halbfigurenporträt zeigt den Ursberger Abt Wilhelm III. Schoellhorn (1771–1790). Der Kreuzweg wurde 1773 von einem Memminger Maler teilweise erneuert. Aus der Zeit um 1520/1530 stammt ein Kruzifix. Die Kreuzigungsgruppe von 1734 befand sich ehemals in der Kreuzkapelle. Für Agatha von Kaltenthal († 1590) der Tochter des bischöflichen Pflegers von Schönegg befinden sich zwei Grabplatten in der Kirche. Geschaffen wurden die Grabplatten von Hans Schaller. Eine Grabplatte zeigt die neunjährige Agatha kniend vor der Muttergottes. Darüber befindet sich ein liegender Putto und ein Totenkopf. Auf der anderen Grabplatte ist das Wappen von Kalthenthal abgebildet.